# Michael Blaudzun
Michael Blaudzun (Herning, 30 april 1973) is een voormalig Deens profwielrenner met als specialiteit het hardrijden en tijdrijden. Michael is een zoon van wielrenner Verner Blaudzun.

## Biografie
Blaudzun begon, na een korte stageperiode bij WordPerfect, zijn profcarrière in 1995 bij Team Novell om vervolgens twee jaar voor Rabobank te rijden. Hier won hij het jongerenklassement in de Ronde van Luxemburg, de Ronde van Zweden en een etappe in de Ronde van Rijnland-Palts. Vervolgens reed hij in 1998 voor Team Deutsche Telekom en in 1999 voor Team Jack & Jones, voor wie hij de Herald Sun Tour won.
In 2000 reed hij nog een jaar voor Memory, waarna hij in 2001 bij het huidige Team CSC tekende. Hier rijdt hij vooral in dienst van kopmannen en blinkt hij af en toe uit in tijdritten. Zo won hij drie keer het Deens kampioenschap tijdrijden (2001, 2003 en 2005) en behaalde hij een tiende plaats bij het Wereldkampioenschap tijdrijden, in het Internationaal Wegcriterium en in de Grote Landenprijs in 2001. Ook won hij in 2004 nog het Deens kampioenschap op de weg.
Eind 2008 zette hij een punt achter zijn loopbaan.

## Belangrijkste resultaten
| 2008 - 7e - Ronde van Denemarken - 9e - Ster Elektrotoer 2007 - 1e - Protour ploegentijdrit (met Matthew Goss, Bobby Julich, Marcus Ljungqvist, Luke Roberts, Nicki Sørensen, Christian Vande Velde en David Zabriskie) - 7e - Hel van het Mergelland 2006 - 1e - etappe 5 Ronde van Italië (ploegentijdrit - 1e - etappe deel 1B Internationale wielerweek (ploegentijdrit) - 1e - Protour ploegentijdrit (met Lars Ytting Bak, Bobby Julich, Stuart O'Grady, Christian Müller, Brian Vandborg, Jens Voigt en David Zabriskie) - 1e - Bergklassement Ster van Besseges - 4e - Ster van Besseges 2005 - 1e - Deens kampioenschap Individuele tijdrit op de weg - 1e - GP Herning - 2e - Ronde van Groot-Brittannië - 4e - Rund um Köln - 5e - Eneco Tour - 9e - Ronde van Georgia 2004 - 1e - Deens kampioenschap op de weg - 4e - Deens kampioenschap Individuele tijdrit op de weg 2003 - 1e - Deens kampioenschap Individuele tijdrit op de weg 2002 - 2e - Deens kampioenschap op de weg - 3e - Deens kampioenschap Individuele tijdrit op de weg - 8e - Vredeskoers | 2001 - 1e - Deens kampioenschap Individuele tijdrit op de weg - 1e - Ronde van Hessen - 3e - Deens kampioenschap op de weg - 7e - Ronde van de Sarthe - 10e - Wereldkampioenschap tijdrijden - 10e - Internationaal Wegcriterium - 10e - Grote Landenprijs 2000 - 5e - Ronde van Duitsland - 5e - Ronde van Zweden - 7e - Classic Haribo - 9e - Ronde van Denemarken 1999 - 1e - Herald Sun Tour - 1e - Etappe 13 Herald Sun Tour - 4e - Ronde van de Oise - 4e - GP van Wallonië - 5e - Ronde van Duitsland - 7e - GP Fourmies - 9e - Ronde van Zweden 1996 - 1e - Eindklassement Ronde van Zweden - 1e - etappe 5b Ronde van Rijnland-Palts - 2e - Ronde van de Limousin - 2e - Ronde van Rijnland-Palts 1995 - 5e - Deens kampioenschap op de weg - 10e - Tour DuPont 1994 - 1e - Deens kampioenschap op de weg |

## Resultaten in voornaamste wedstrijden
| Jaar | Ronde van Italië | Ronde van Frankrijk | Ronde van Spanje |
| ---- | ---------------- | ------------------- | ---------------- |
| 1997 |                  |                     |                  |
| 1998 |                  |                     | opgave           |
| 1999 |                  |                     |                  |
| 2000 |                  | opgave              |                  |
| 2001 |                  | 84e                 |                  |
| 2003 |                  | 45e                 |                  |
| 2004 |                  |                     |                  |
| 2005 | 73e              |                     |                  |
| 2006 | 96e              |                     |                  |
| 2007 | opgave           |                     | opgave           |
| 2008 | 62e              |                     | 82e              |

| Jaar | Milaan-San Remo | Amstel Gold Race | Luik-Bast.‑Luik | Ronde van Lombardije |  | Wereldranglijsten |
| ---- | --------------- | ---------------- | --------------- | -------------------- |  | ----------------- |
| 1997 |                 | 70e              |                 |                      |  |                   |
| 1998 |                 | 44e              |                 |                      |  |                   |
| 1999 |                 |                  |                 |                      |  |                   |
| 2000 |                 | 49e              |                 |                      |  |                   |
| 2001 | 61e             | 19e              | 17e             | 28e                  |  | 33e (UWB)         |
| 2003 | 29e             | 53e              |                 |                      |  |                   |
| 2004 | 161e            | 41e              |                 |                      |  |                   |
| 2005 |                 |                  |                 | 59e                  |  | 86e (UPT)         |
| 2006 |                 | 68e              |                 |                      |  |                   |
| 2007 |                 |                  |                 |                      |  | 109e (UPT)        |
| 2008 |                 |                  |                 |                      |  |                   |